# Didymodoxa capensis
Didymodoxa capensis là loài thực vật có hoa trong họ Tầm ma. Loài này được (L.f.) Friis & Wilmot-Dear mô tả khoa học đầu tiên năm 1987.